# Odd Nordstoga

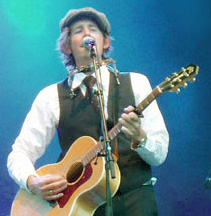
Odd Nordstoga (2004)

Odd Nordstoga (* 10. Dezember 1972 in Vinje, Norwegen) ist ein norwegischer Musiker, Sänger und Komponist aus Vinje (Telemark). 2004 hatte er großen Erfolg mit seinem ersten Soloalbum „Luring“. Das Album, eine Mischung aus Popmusik und traditioneller Volksmusik und mit Texten auf Nynorsk, verkaufte sich in Norwegen mehr als 150.000 Mal. 2008 erschien das Album Pilegrim.

## Leben
Odd Nordstoga ist mit Hilde Marit Kvile verheiratet und hat zwei Kinder; die Familie ist in Lambertseter bei Oslo ansässig. Er kommt aus einer besonders musikalischen Familie. Beide Eltern, Ellen und Olav Nordstoga, sind bekannte Sänger in Volksmusikkreisen. Zusammen mit Odds größeren Bruder Aasmund Nordstoga gaben sie die Platte Livet er godt (Das Leben ist gut) mit Texten von Aasmund Olavsson Vinje heraus. Sein Vater ist Sprecher und Erzähler; der Bruder ein bekannter Moderator im TV, Radiokomiker und Schauspieler.
Odd Nordstogas erstes Instrument war das Akkordeon, welches er als Achtjähriger bekam. Seitdem singt er und spielt verschiedene Instrumente.
Auf der Lehrerhochschule in Bergen debütierte er 1997 mit der Gruppe „Something Odd“ und gab eine selbstfinanzierte Platte mit gleichem Namen heraus. Nordstoga nannte seine Musik selbstironisch „Urban bygderock“ (bygd bedeutet etwa so viel wie „Dorf“, „Kirchspiel“). 1998 wurde die Platte „Solreven“ bei der BMG Norway herausgegeben.
Dieses Album enthielt zwei kleinere Radiohits, verkaufte sich selbst allerdings sehr schlecht, weswegen die BMG das Album vom Markt nahm. 2000 wurde der Name der Gruppe in „Nordstoga“ geändert; sie brachte bei Grappa ein weiteres Album heraus, welches ebenfalls schlicht „Nordstoga“ heißt. Wiederum beschränkte sich der Erfolg auf zwei respektable, kleinere Radiohits. Trotzdem bekam er den prestigevollen Edvard-prisen für seinen Song Bie på deg; Wenig später löste sich die Gruppe auf.

### Blåmann Blåmann
In den Jahren 2001 bis 2003 konzentrierte sich Odd Nordstoga auf die traditionelle Volksmusik der Telemark. Mit seiner anderen Gruppe, «Blåmann Blåmann», versammelte er alte Freunde aus Vinje um sich, wie zum Beispiel den Gitarristen Asgaut H. Bakken, die Flötenspielerin Silje Hegg und Lars Underdal, einen Meister der Hardangerfiedel. Diese Formation gab 2001 ein neues Album heraus, das nach dem Bandnamen betitelt war.

### Spellemannprisen
2002 schloss er sich mit der Volksmusikerin Øyonn Groven Myhren zusammen, gemeinsam gaben sie das Album «Nivelkinn» heraus, das auf Texten der Lyrikerin Aslaug Vaa basierte. Diese Zusammenarbeit bescherte Nordstoga wieder zwei kleinere Radiohits. Das Album wurde außerdem 2003 mit dem renommierten Spellemannprisen für das beste Volksmusikalbum des Jahres ausgezeichnet.
Erst 2003 wurde die große Allgemeinheit auf Odd Nordstoga aufmerksam, als er für die Édith-Piaf-Vorstellung der Schauspielerin und Sängerin Herborg Kråkevik den Titelsong „Eg & Edith“ („Ich & Edith“) schrieb und spielte. Die Vorstellungen selbst wie auch das Album fanden sehr wenig Interesse, aber der Titelsong wurde ein vielgespielter Hit im Radio.

### Luring
2004 unterzeichnete Nordstoga einen Vertrag mit der Universal und spielte das Album „Luring“ ein, welches sich mehr als 150 000 mal in Norwegen verkaufte und 14 Wochen lang die Bestsellerliste anführte.
Der Hauptsong, der am meisten gehört und nachgesummt wurde, handelt von einem jammernden Schwein: Kveldssong for deg og meg (Abendlied für dich und mich). Der Text (des bekannten norwegischen Autors Ragnar Hovland) wurde dem Kinderbuch „Elefantmusikken“ (1985) entnommen, das Gedichte mit unbändigem wie hintersinnigem Humor enthält.
Andere Lieder wie Texas, Lause ting, Hallo hallo und Farvel til deg erschienen als Single-Auskopplung und wurden ebenfalls vielfach im Radio gespielt.

### Tournee
Die auf den Verkaufserfolg folgende Tournee (die sogenannte „Luringturen“) spielte Nordstoga zusammen mit seinen Daz Nordstogaz Allstars; über 60.000 Zuhörer besuchten die Konzerte.

### Arbeit für das Fernsehen

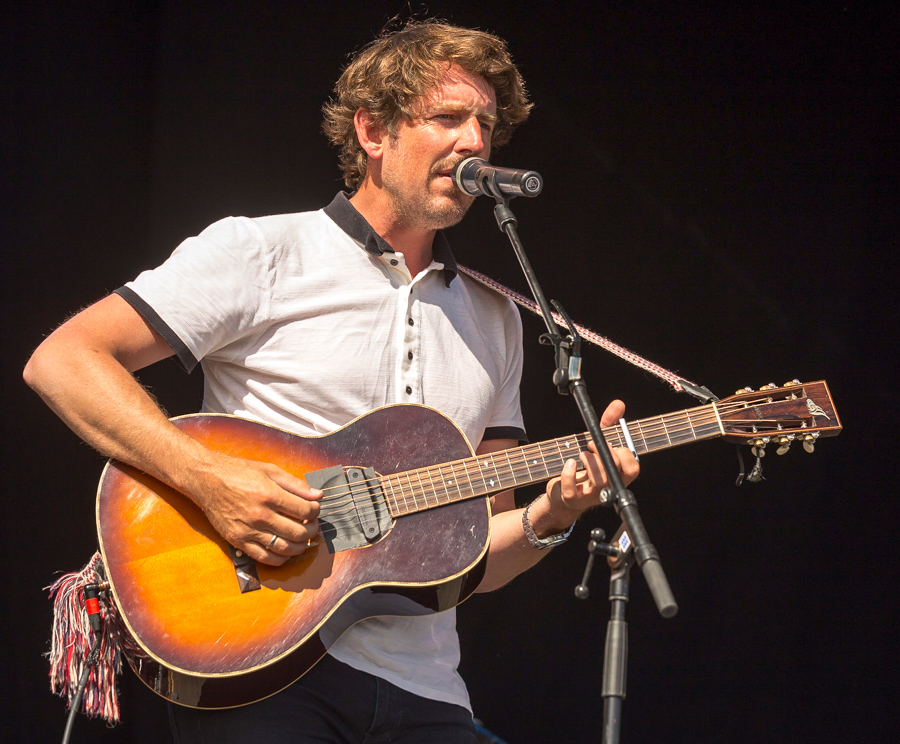
Nordstoga, 2016

Nordstoga war auch an TV-Produktionen beteiligt. 2004 produzierte er die Musik für die Kinderserie „Linus i Svingen“, welche im öffentlich-rechtlichen Sender NRK 1 ausgestrahlt wurde. Der Titelsong Svingensongen wurde auf dem Sampler „Tidenes beste barneplate 2“ herausgegeben. Auch die Musik zu der Serie „UHU!“ stammt aus seiner Feder.

## Diskografie

### Alben
| Jahr | Titel           | Höchstplatzierung, Gesamtwochen, AuszeichnungChartsChartplatzierungen (Jahr, Titel, Platzierungen, Wochen, Auszeichnungen, Anmerkungen) | Anmerkungen                                                                       |
| Jahr | Titel           | NO | Anmerkungen                                                                       |
| ---- | --------------- | --- | --------------------------------------------------------------------------------- |
| 2003 | Luring          | NO1 (38 Wo.)NO |                                                                                   |
| 2006 | Heim te mor     | NO2 (19 Wo.)NO |                                                                                   |
| 2008 | Pilegrim        | NO2 (17 Wo.)NO |                                                                                   |
| 2009 | Strålande Jul   | NO1 (44 Wo.)NO | Sissel og Odd                                                                     |
| 2010 | November        | NO1 (16 Wo.)NO |                                                                                   |
| 2011 | Bestevenn       | NO1 (20 Wo.)NO |                                                                                   |
| 2013 | Heimafrå        | NO2 (33 Wo.)NO | Ingebjørg Bratland og Odd Nordstoga                                               |
| 2015 | Dette landet    | NO1 (12 Wo.)NO | Erstveröffentlichung: 9. Oktober 2015                                             |
| 2016 | Aleine heime    | NO22 (2 Wo.)NO | Erstveröffentlichung: 11. November 2016                                           |
| 2018 | Kløyvd          | NO5 (2 Wo.)NO | Erstveröffentlichung: 9. Februar 2018                                             |
| 2018 | Jul             | NO10 (5 Wo.)NO | Erstveröffentlichung: 9. November 2018 Odd Nordstoga, Norwegian Chamber Orchestra |
| 2020 | Fatig ferdamann | NO8 (2 Wo.)NO | Erstveröffentlichung: 18. September 2020                                          |
| 2022 | Inn i skogen    | NO12 (1 Wo.)NO | Erstveröffentlichung: 7. Oktober 2022                                             |
| 2023 | Langt heimafrå  | NO35 (1 Wo.)NO | Erstveröffentlichung: 22. September 2023                                          |

Weitere Alben
- 1997 Something Odd (Odd Productions) – Something Odd
- 1998 Solreven (BMG Norway/RCA) – Something Odd
- 2000 Nordstoga (Grappa Musikkforlag) – Nordstoga
- 2001 Blåmann Blåmann (Heilo/Grappa Musikkforlag) – Blåmann Blåmann
- 2002 Nivelkinn (Heilo/Grappa Musikkforlag) – Øyonn Groven Myhren & Odd Nordstoga

### Singles
| Jahr | Titel Album                    | Höchstplatzierung, Gesamtwochen, AuszeichnungChartsChartplatzierungen (Jahr, Titel, Album, Platzierungen, Wochen, Auszeichnungen, Anmerkungen) | Anmerkungen             |
| Jahr | Titel Album                    | NO | Anmerkungen             |
| ---- | ------------------------------ | --- | ----------------------- |
| 2006 | Svingensongen                  | NO34 (… Wo.)NO | Charteinstieg erst 2022 |
| 2006 | Heim te mor                    | NO5 (16 Wo.)NO |                         |
| 2008 | Min eigen song                 | NO19 (1 Wo.)NO |                         |
| 2009 | Upp gledjest alle, gledjest no | NO11 (9 Wo.)NO | Sissel og Odd           |
| 2011 | Bestevenn                      | NO18 (1 Wo.)NO |                         |

### Andere Projekte
Im Juni 2005 tat sich Nordstoga mit Jazzmusikern aus Norwegen zusammen und spielte das Stück „Pilgrim“ während der Festspiele in Bergen. Der Text wurde von Stein Versto und Ragnar Hovland geschrieben, die beide auch schon zu „Luring“ beigetragen hatten.
| Projekte | Preise | Auftritte |
| --- | --- | --- |
| - Linus i Svingen (Musik für TV) - Eg & Edith (Édith Piaf-album und Vorstellung med Herborg Kråkevik) - Kjærlighet er best på pinne (Vorstellung med Eduardo ‘Doddo’ Andersen) - Pilegrim (Speziell geschrieben für das Musikfestival in Bergen) - Tryllefløyten (Volksmusikausgabe von Mozarts „Die Zauberflöte“) - Storegut (Zusammenarbeit von Aasmund Nordstoga, Lars Underdal & Odd Nordstoga) - Venn (Wohltätigkeitsplatte für die Tsunamiopfer in Asien) - My Mother's Tears (mit Hillborg Romtveit) - Blåmann Blåmann (limitierte Ausgabe eines Interviews) - UHU! (Kinder-CD vom TV) - Sjel og sang - Tårnhøye bølger går (deltagelse på Frelsesarmeens veldedighetsplate „Smak av himmel, Spor av Jord...“) - Far og Herre, du som rår (deltagelse på Frelsesarmeens veldedighetsplate) „Smak av himmel, Spor av Jord...“ - Det rare (Kurzfilm basierend auf einer Novelle von Tarjei Vesaas) - Last Days & Nights (Nordstoga spielt Akkordeon auf Simones Solodebüt) - Barske børnerim (Nordstoga spielt Xylophon, Bass, Gitarre und Akkordeon auf Bjarte Hjelmelands album) - Syng (Gastauftritt bei einer norwegischen Rapgruppe) - Ørnen tek ikkje unga (Nordstoga gastiert auf dem Album von Klovner i Kamp) | - Spellemannprisen - Bestes Volksmusikalbum 2004 („Nivelkinn“). - Spellemannprisen - bester männlicher Artist 2004 und Künstler des Jahres 2004 - Bygdeprofil 2004, gewählt von Lesern der Zeitung Nationen. - Prisen for god offentleg språkbruk 2004 - Vinje Kommunes Kulturpris 2004 - Folkemusikkprisen 2004 - Edvard-prisen für den Titel Bie på deg des „Nordstoga“-albums in 2000 | - Stereo (NRK 2) - Senkveld med HC & Tommy (TV 2) - Absolutt Underholdning (TV 2) - Absolutt Norsk (NRK 1) - Beat for Beat (NRK 1) - Frokost-TV (NRK 1) - God Morgen, Norge! (TV 2) - Sommeråpent (NRK 1) - Nordic Music Awards Countdown (TV 2) - Nordic Music Awards 2004 (TV 2) - Redaksjon EN (NRK 1) - SøndagsTabloid (TV 2) - Magiske understrenger - Historien om Hardingfela (NRK 1) - Spellemannprisen 2002 (TV 2) - Spellemannprisen 2004 (TV 2) - TV-Aksjonen (NRK 1) - Kvelden før Kvelden (NRK 1) - Ein Luring frå Vinje (NRK 1) - Jul i Blåfjell (NRK 1) - Faktor (NRK 1) - Frodes musikalske reise (TV 2) - Den som ser fær sjå (Vest-Telemark Lokal TV) |
| | | |

### Musiker deri Daz Nordstogaz Allstars
- Odd Nordstoga: Gesang/Gitarre/Akkordeon
- Geir Lynnismann Sundstøl: Gitarre/Banjo/Dobro/Pedal-steel/Mandoline/Chor
- Thomas Tofte: Bass/Banjo-bass
- John Vinge: Tasteninstrumente
- Daniel Sanden-Warg: Hardangerfiedel
- Øystein Fosshagen: Fiedel
- Martin Windstad: Schlagwerk